# Skellig Michael
Skellig Michael (în irlandeză Sceilg Mhichíl, în traducere „Stânca lui Mihail“) este o insulă aparținătoare de comitatul Kerry, cunoscută pentru mănăstirea medievală de acolo. Locul, greu accesibil, a fost inclus în anul 1996 în lista locurilor din patrimoniul mondial întocmită de UNESCO.

## În cinematografie
Pe insulă au fost filmate mai multe scene din filmul Războiul stelelor: Ultimii Jedi, ca loc de exil și meditație pentru Luke Skywalker, ultimul cavaler jedi.

## Galerie de imagini

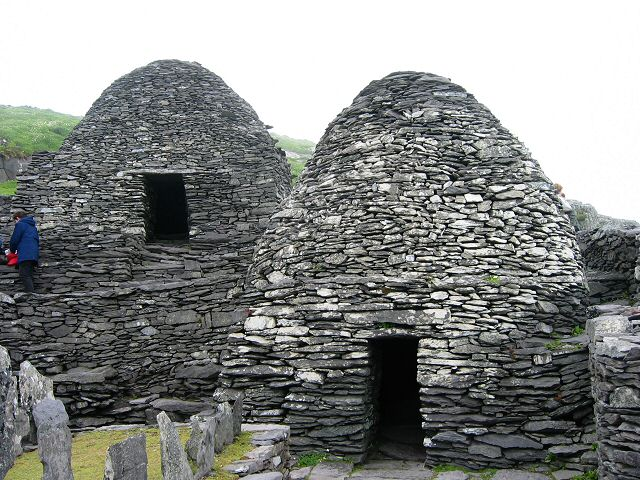
Chilii monahale
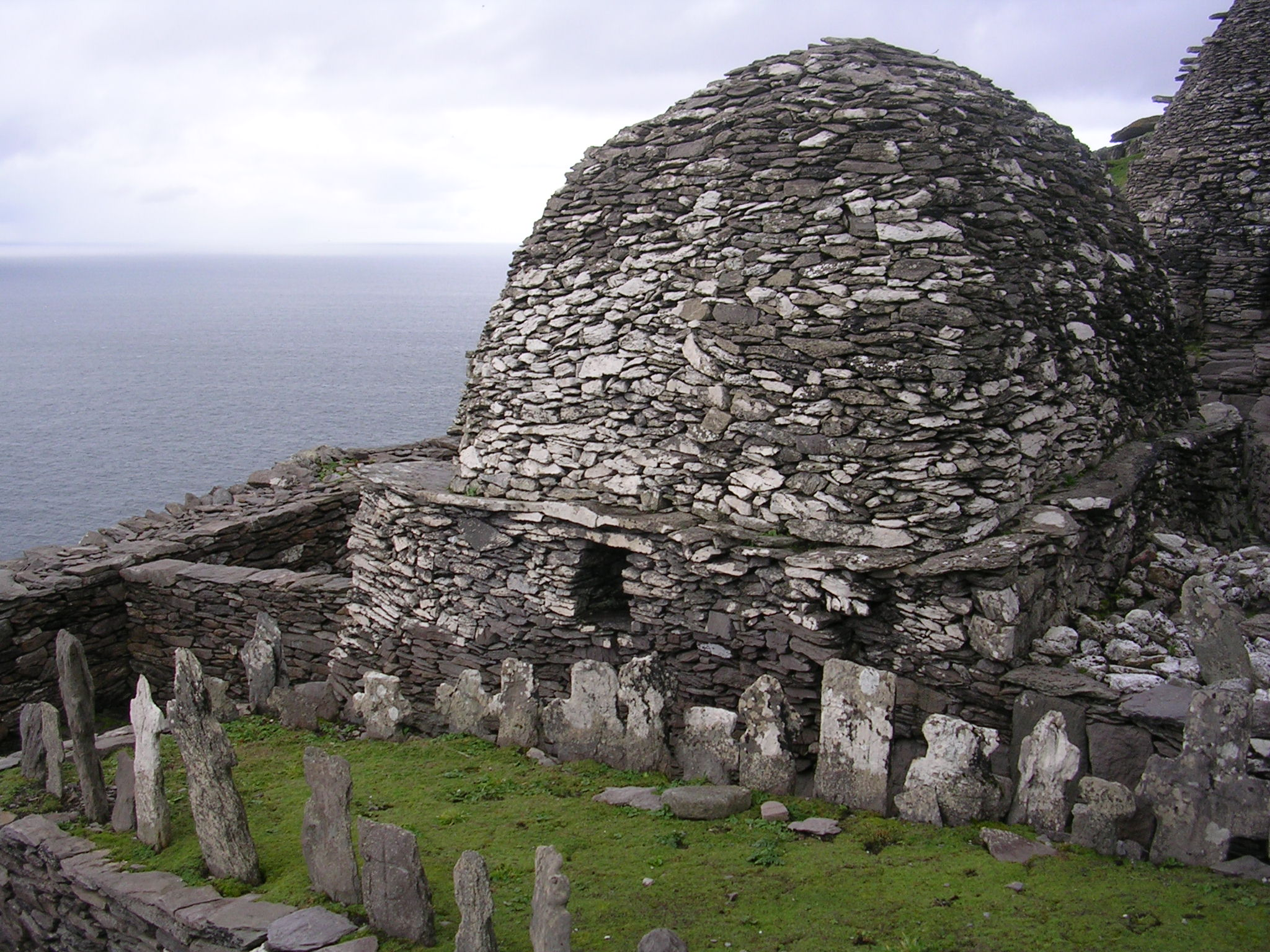
Capelă și cimitir